# Selección de fútbol sub-20 de la Unión Soviética
La Selección de fútbol sub-20 de la Unión Soviética, conocida también como la Selección juvenil de fútbol de la Unión Soviética, fue el equipo que representó a aquel país en la Copa Mundial de Fútbol Sub-20 y en la Eurocopa Sub-19, y era controlada por la Federación de Fútbol de la Unión Soviética.

## Historia
La selección fue fundada basada en los estatutos de la FIFA en 1977 y tuvo un buen récord, aunque solamente fue campeón mundial de la categoría en 1 ocasión, una vez fue finalista, pero en las otras 8 oportunidades no les fue bien en el Mundial.
Luego de la disolución de la Unión Soviética el 26 de diciembre de 1991, el equipo fracasó en clasificar a la Copa Mundial Sub-20 de 1993 y desapareció.

## Palmarés
- Mundial Sub-20: 1

1977

## Estadísticas

### Mundial Sub-20
| Año              | Ronda            | J            | G            | E            | P            | GF           | GC           | GD           |
| ---------------- | ---------------- | ------------ | ------------ | ------------ | ------------ | ------------ | ------------ | ------------ |
| 1977             | Campeón          | 5            | 2            | 3            | 0            | 7            | 4            | +3           |
| 1979             | Subcampeón       | 6            | 3            | 1            | 2            | 12           | 7            | +5           |
| 1981             | No clasificó     | No clasificó | No clasificó | No clasificó | No clasificó | No clasificó | No clasificó | No clasificó |
| 1983             | Fase de grupos   | 3            | 0            | 0            | 3            | 3            | 6            | -3           |
| 1985             | Cuarto lugar     | 6            | 3            | 3            | 0            | 10           | 3            | +7           |
| 1987             | No clasificó     | No clasificó | No clasificó | No clasificó | No clasificó | No clasificó | No clasificó | No clasificó |
| 1989             | Cuartos de final | 4            | 3            | 1            | 0            | 11           | 6            | +5           |
| 1991             | Tercer lugar     | 6            | 3            | 1            | 2            | 9            | 6            | +3           |
| A partir de 1993 | Véase Rusia      | Véase Rusia  | Véase Rusia  | Véase Rusia  | Véase Rusia  | Véase Rusia  | Véase Rusia  | Véase Rusia  |
| Total            | Total            | 30           | 14           | 9            | 7            | 52           | 32           | +20          |